# 石川収容所

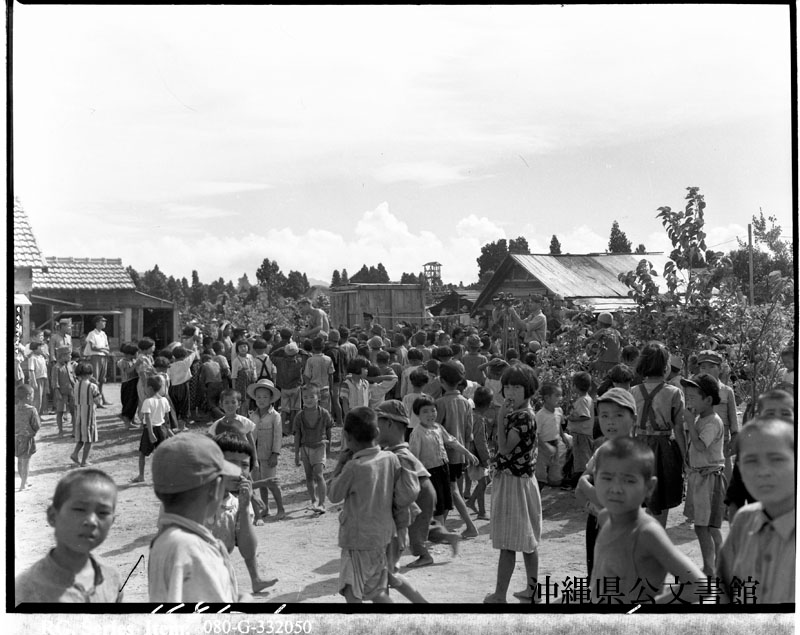
石川学園: 学校の休憩時間にフィルム撮影に来た米軍カメラマンのまわりに集まる子どもたち（1945年8月5日）

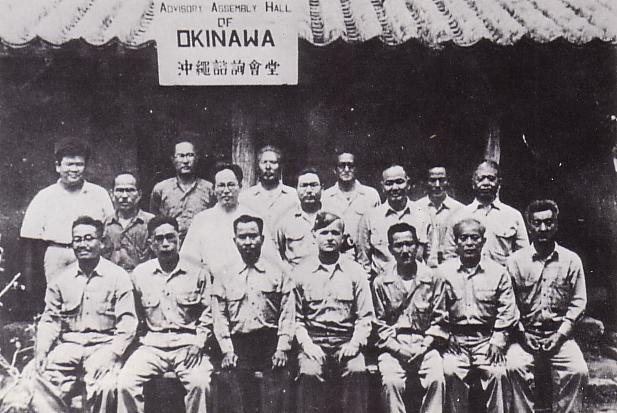
石川収容所で発足した沖縄諮詢会（1945年8月20日撮影）

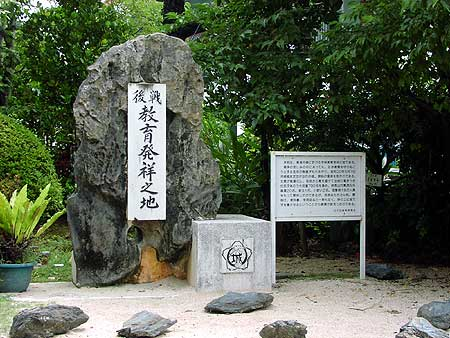
戦後教育発祥之地。石川収容所のなかから始まった戦後教育

石川収容所（いしかわしゅうようしょ）、あるいは石川民間人収容所とは、米軍が沖縄戦のさなかに沖縄県うるま市石川 (旧石川市)に設置した民間人収容施設。1945年の米軍占領により一帯の集落が接収され、巨大な民間人収容所「石川収容所」が設置された。1947年から米軍専用の保養施設「石川ビーチ」として使用されたが、1977年に返還が完了した。

## 概要
石川の沿岸地域は、戦前は石川の集落があったが、米軍による接収後は、主に中南部の住民を収容する巨大な民間人収容所「石川収容所」が設置された。米軍は沖縄の民間人収容所を12区域にわたって設営したが、なかでも石川収容所は米軍による収容所運営の中心的な位置を占め、戦後の沖縄行政の出発点となった。1947年、石川収容所が解消した後、石川の海岸は米軍専用の保養施設「石川ビーチ」として使用された。
沖縄戦における民間人収容所と捕虜収容所については、

## 石川民間人収容所
1945年4月3日、米軍は美里村（現うるま市）石川に住民を収容し始める。
沖縄戦のさなか、米軍が民間人を収容した石川民間人収容所では、戦前人口2000人足らずの集落におよそ3万人の住民が集められた。
| 「                                                                    | あれだけの屋敷の中に200名の人が住んでますよね。トイレが水洗も何もない。もうそのまま穴掘って、そのまま埋めてね。挙句の果ては井戸水に汚水が流れて、真っ赤になって。5歳前後のうちの弟なんかは赤痢で亡くなってね。ちょうどあの時はもうお棺も何もない。亡くなった後は松林に埋めて | 」 |
| —戦後70年 遠ざかる記憶 近づく足音 収容所で弟を亡くした男性（QABより） | |    |

一番多かったのは那覇、読谷、北谷方面の住民であったという。読谷村史によると、石川地区に収容された読谷山村民の総数は4,626人で、そのうちの死亡者数は146人にのぼり、うち48人は4月から7月の4か月間での死亡で、死亡原因のほとんどが「栄養失調」であった。極めて劣悪な運営状態の下におかれていた大浦崎収容所など北部の民間人収容所に比べて食糧状況は比較的良かったといわれることの多い石川収容所だが、当初の実態は同様に厳しいものだったということがわかる。
また石川収容所にも沖縄戦で身寄りのない子どもたちを収容する石川孤児院と身寄りのない老人を収容する石川養老院が設置されたが、それに関する米軍資料はほとんど公開されていない。

### 石川学園
1945年5月7日、収容所内で石川学園を開校。校長は山内繁茂。現在のうるま市立城前小学校の前身であり、まだ日本軍と米軍とが首里防衛線で激戦を展開している頃（那覇のシュガーローフの戦いは5月12日から）、背後にある石川収容所では、青空教室ではあったが「戦後」の学校が始動し始めた。現在、城前小学校の校庭には「戦後教育発祥の地」の記念碑が建っている。

### 沖縄諮詢会
1945年8月15日、米国軍政府は収容所内で代表者会議を開催し、沖縄諮詢会の設置を方向づけた。1946年に沖縄民政府が創設されるまで、米国軍政府と沖縄住民との意思疎通を図るための住民代表の諮問機関としての役割を果たすことになった。

## 米軍基地 石川ビーチ
金武湾に設置された石川民間人収容所は米軍保養施設「石川ビーチ」となり、北側の屋嘉捕虜収容所も同じく米軍保養施設「屋嘉レストセンター」(FAC6018) となった。
- 場所: うるま市石川字石川
- 面積: 88,000㎡

1945年 米軍の占領、石川捕虜収容所を設置
1947年 米軍の保養施設として使用
1969年 2,000㎡の返還
1972年 86,000㎡の返還
1977年 地下ケーブル用地16㎡の返還で返還完了となる
1976年～1979年 白浜原地区土地区画整理事業 (10ha) が実施され、公園等の公共施設、市民の住宅地として開発された。
1986年 跡地に石川市役所（合併後に石川庁舎）が建設される。残りの地所は石川公園とスポーツ施設が建設された。
2005年 合併し名称がうるま市となる
2015年12月27日 石川庁舎の機能が現在のうるま市本庁舎があるうるま市「みどり町」に統合される。みどり町も米軍基地「天願通信所」(971,300㎡) の返還地である。